# Fyrfläcksmyra
Fyrfläcksmyra (Dolichoderus quadripunctatus) är en myrart som först beskrevs av Carl von Linné 1771.  Fyrfläcksmyra ingår i släktet Dolichoderus och familjen myror. Arten har ej påträffats i Sverige.

## Underarter
Arten delas in i följande underarter:
- D. q. kratochvili
- D. q. quadripunctatus

## Bildgalleri

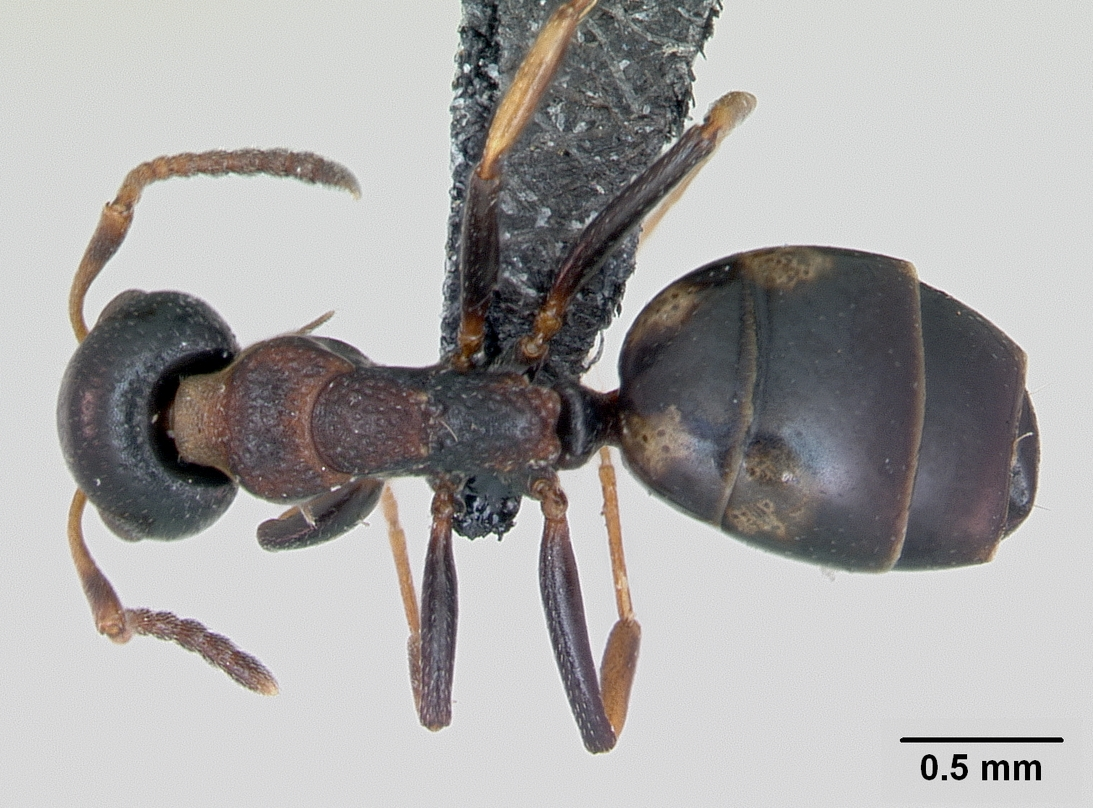
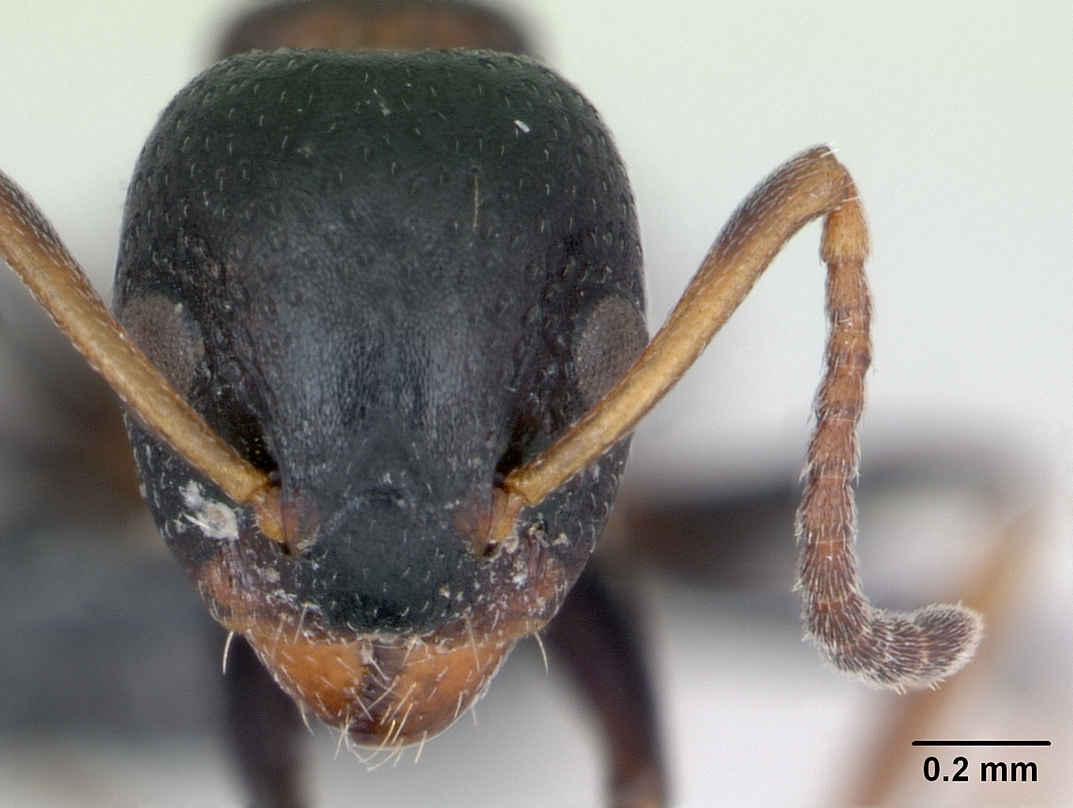
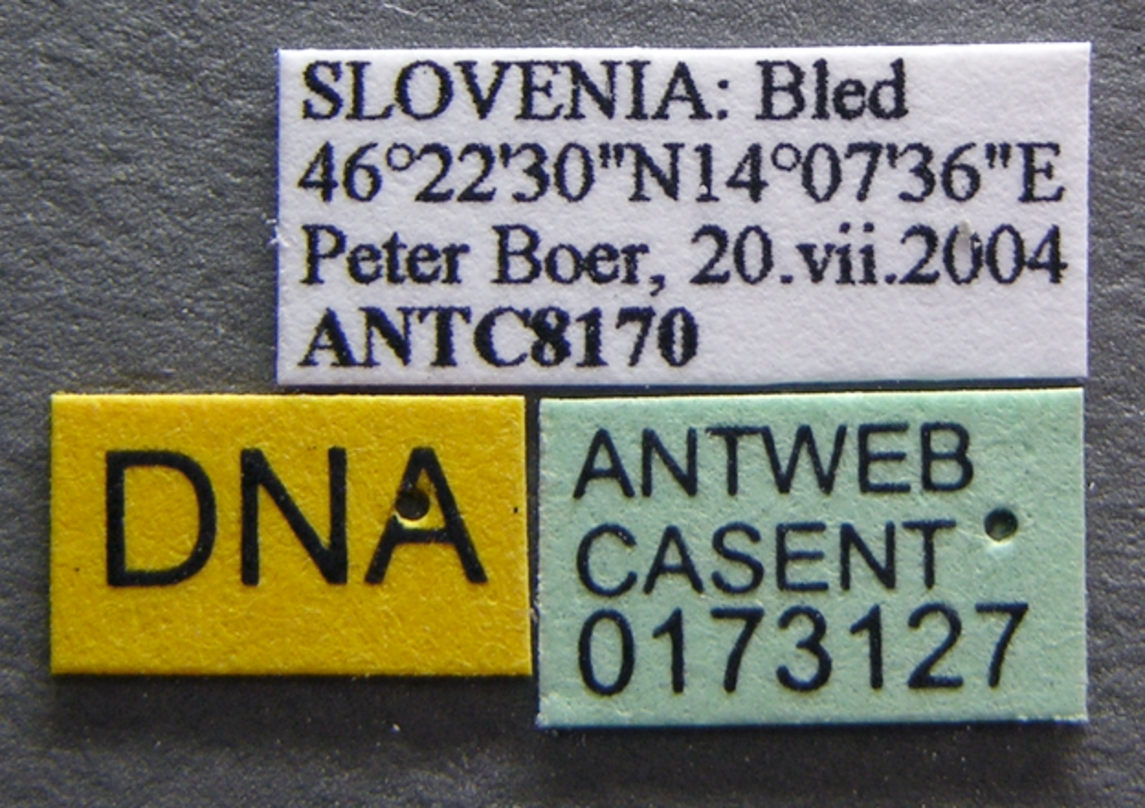
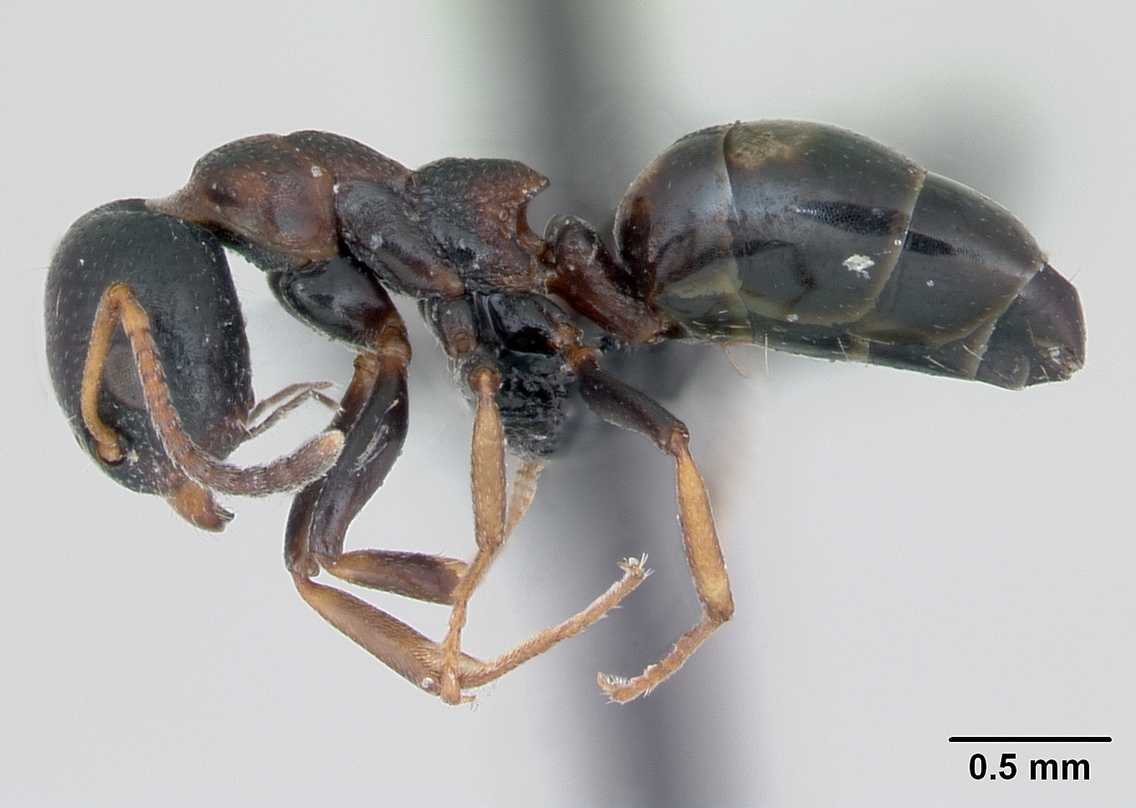
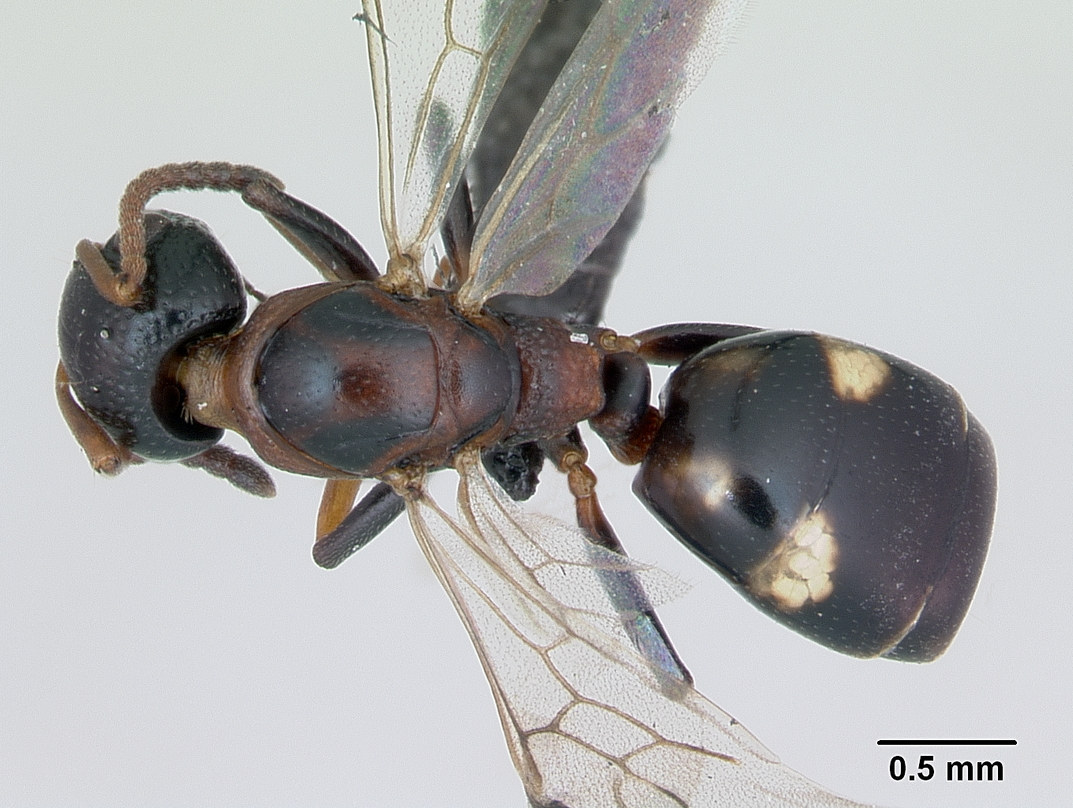
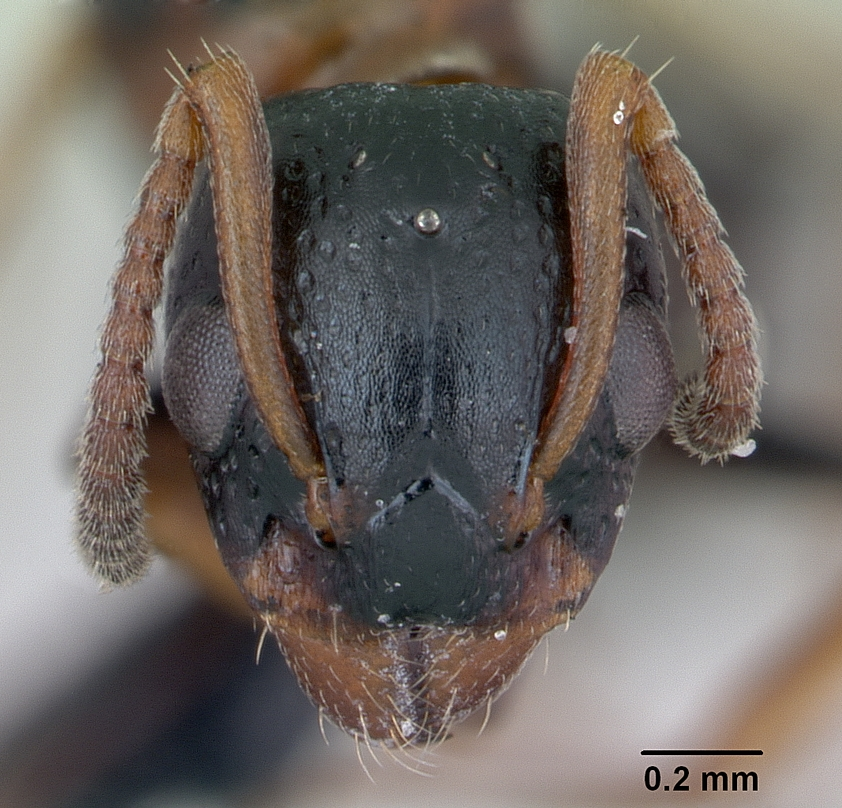